# Реддинг, Скотт
Скотт Кристофер Реддинг (англ. Christopher Scott Redding; род. 4 января 1993, Глостер, Великобритания) — британский мотогонщик, вице-чемпион мира по шоссейно-кольцевых мотогонок серии MotoGP в классе Moto2 (2013). В сезоне 2016 выступает в классе MotoGP за команду «Octo Pramac Yakhnich» под номером 45. Выиграв свое первое Гран-При в возрасте 15 лет и 170 дней стал самым молодым гонщиком в истории MotoGP, который выиграл гонку, превзойдя 10-летний рекорд Марко Меландри.

## Биография
В 2010 году Реддинг подписал контракт с новосозданной командой «Marc VDS Racing Team» для выступлений в классе Moto2, став слишком большим для того, чтобы продолжать выступления в классе 125сс. 29 августа 2010 года на Гран-При Индианаполиса в возрасте 17 лет 237 дней Скотт поднялся на подиум, став самым молодым гонщиком в истории класса Moto2/250сс, побив рекорд Марко Меландри.
На следующем этапе в Сан-Марино Реддинг попал в аварию, которая привела к гибели японского гонщика Сёи Томидзавы. После того, как Томидзава упал с мотоцикла на двенадцатом круге гонки, он попал под колеса мотоциклов Реддинга и Алекса де Анджелиса, которые не смогли избежать столкновения. Реддинг получил рваную рану на спине, но тяжелых травм избежал.
В сезоне 2010 года Скотт Рединг с двумя подиумами занял 8 место в общем зачете.
В сезоне 2011 года результаты британца ухудшились. Ни разу не поднявшись на подиум, он занял лишь 15 место в итоге. Это побудило команду кардинально обновить мотоцикл. Для этого было принято решение сменить поставщика шасси: вместо Suter был избран Kalex.
Это принесло результаты уже в следующем сезоне. В 2012 году Скотт Реддинг на Гран-При Великобритании поднялся на 2-е место. Кроме этого, в сезоне было еще 3 третьих места, что позволило в итоге занять 5-е место в общем зачете.
В сезоне 2013 года Реддинг продолжил выступать за «Marc VDS Racing Team на мотоцикле Kalex Moto2. На первом же этапе в Катаре Скотт поднялся на 2-е место; на втором, в Америке, стал 5-м, хотя и стартовал с поула; на третьем, в Испании, снова был вторым; а на четвертом Гран-При сезона во Франции стал победителем, впервые в своей карьере в Moto2. Это позволило Редингу возглавить общий зачет чемпионата пилотов, последний раз это удавалось британским гонщикам аж в 1976 году. На следующем Гран-При в Италии Скотт снова одержал победу, закрепив свою позицию в чемпионате. Его лидерство продолжалось до пятнадцатого этапа, который проходил в Австралии. Там во время квалификации Скотт получил травму запястья, в результате чего вынужден был пропустить саму гонку; зато его конкурент Пол Эспаргаро одержал победу и вышел на первое место. А уже на следующем этапе в Японии британец окончательно попрощался с шансами на победу в общем зачете: на первом круге гонки Тито Рабат упал перед Реддингом, завалив и его вместе с собой. И, хотя было объявлено о рестарте гонки, Скотт при падении получил повреждения и не смог продолжить соревнования. Эспаргаро стал чемпионом досрочно, а Реддинг занял в общем зачете второе место. После завершения сезона Скотт перешел в самый престижный класс — MotoGP, подписав контракт с командой Фаусто Грезини «GO&FUN Honda Gresini».
Имея в своем распоряжении мотоцикл Honda RCV1000R, Скотт не мог на равных конкурировать с гонщиками заводских команд. К тому же, сказалась отсутствие опыта выступлений в „королевском“ классе. На дебютном этапе в Катаре Реддинг занял 7-е место, следующие его результаты были хуже. Всего за сезон он набрал 81 очко и занял 12-е место. Впрочем, этот результат оказался лучшим за 13-е место другого британца, выступавший в классе, Кэла Кратчлоу из заводской команды «Ducati Corse». Несмотря на молодой возраст (21 год), Скотт привлек внимание руководителей многих команд, которые стремились подписать с ним контракт, таких как «Pramac», «Aspar» и Forward.
В конце сезона стало известно, что бывшая команда британца «Marc VDS Racing Team» в следующем сезоне дебютирует в классе MotoGP. Заручившись поддержкой Honda Racing Corporation, менеджер команды, а заодно и агент Скотта, Майкл Бартоломью, подписал с ним контракт на два сезона.
В сезоне 2015 Реддинг получил в свое распоряжение мотоцикл Honda RC213V заводской комплектации, как и у действующего чемпиона серии Марка Маркеса. Это не слишком помогло Скотту — он снова не показал высоких результатов, лишь однажды порадовав своих болельщиков третьим местом на Гран-При Сан Марино. По итогам сезона британец сумел набрать 84 очка, что позволило разместиться лишь на 13-м месте общего зачета. После окончания сезона он снова сменил команду, перебравшись в «Octo Pramac Yakhnich».